# Royalton, Pennsylvania
Royalton är en kommun (borough) i Dauphin County i Pennsylvania. Vid 2010 års folkräkning hade Royalton 907 invånare.